# Nemesbikk
Nemesbikk is een plaats (község) en gemeente in het Hongaarse comitaat Borsod-Abaúj-Zemplén. Nemesbikk telt 1055 inwoners (2001).